# Robert Griesinger
Pour les articles homonymes, voir Griesinger.
Robert Griesinger est un SS-Obersturmführer allemand (équivalent de lieutenant), né en 1906 à Stuttgart et mort en 1945.

## Biographie

### Famille
Il est le fils d'Adolf Griesinger (militaire royaliste né en 1871 à La Nouvelle-Orléans et mort en 1947) et de Wally Passmann (née en 1884 à Duisbourg et morte en 1976). 
Sa grand-mère paternelle Lina Johns (née en 1848 à La Nouvelle-Orléans) est la fille du compositeur Paul Emile Johns. Son grand-père paternel Robert quitte Stuttgart, monte à bord du China au départ de Liverpool et débarque à La Nouvelle-Orléans en 1867,. Il devient agent de la firme de coton Clason & Co,. On ignore si ses grands-parents paternels, Lina et Robert, étaient influencés par les idéologies suprémacistes américaines : toutefois, on sait que Paul Emile Johns avait désigné August Reichard comme tuteur de sa fille Lina en cas de décès, celui-ci possédait cinq esclaves, et Johns lui-même possédait un esclave. 
Les grands-parents maternels de Lina, Nicolas et Manuela Favre d'Aunoy, ont activement participé au commerce d'esclaves : par exemple, en 1826, Manuela vend une esclave de 31 ans nommée Susanne que son oncle lui avait offert alors qu'il se trouvait à Charleston pour acheter des employés de maison pour ses filles.
Toute la branche orléanaise de la famille Griesinger est esclavagiste. Jean-Baptiste d'Estrehan Honoré de Beaupré compte notamment parmi ses ancêtres,. Griesinger est par ailleurs de religion protestante.

### Carrière
En 1931, il obtient son doctorat de droit puis réussit la seconde phase des examens d'entrée dans la fonction publique en 1933. Les archives locales permettent de comprendre que sa formation en droit est son plus grand atout : elle lui a permis d'atteindre des cercles sociaux qui sinon lui auraient été inaccessibles. Il s'engage le 11 septembre 1933 dans la SS sous le numéro 161 860. C'est un SS-Obersturmführer (grade équivalent à celui de lieutenant) qui fait également partie du SD,. Il est aussi membre du parti nazi. Ni son frère, ni ses parents n'ont été intéressés par le nazisme : en effet, les archives montrent qu'après la guerre Albert et Adolf n'ont pas été soupçonnés d'être nazis. Ses parents entretenaient une amitié avec les parents de Claus von Stauffenberg, instigateur de l'attentat contre Hitler.
À  Stuttgart (Auf dem Haigst 22), il habite une maison de trois étages, dans laquelle son neveu Jochen loge à présent.
À la Gestapo de Stuttgart, il travaille au premier étage de l'hôtel Silber (de) avec Rudolf Bilfinger (de), Walter Stahlecker, Wilhelm Harster et Kurt Diebitsch,. Ils forment un groupe de cinq juristes en poste à la section IIIc de la police du Wurtemberg. À la suite de la remilitarisation de la Rhénanie le 7 mars 1936, en tant qu'hommes de loi, ils doivent réfléchir à d'éventuelles représailles juridiques contre l’État allemand et aux conséquences sur les relations diplomatiques.
Au début du mois de mars 1943, Griesinger quitte Stuttgart et arrive à Prague. Chaque nouvel arrivant devant remplir un formulaire auprès des autorités locales, il s'inscrit comme résident le 8 mars 1943 auprès de la police de Prague,.

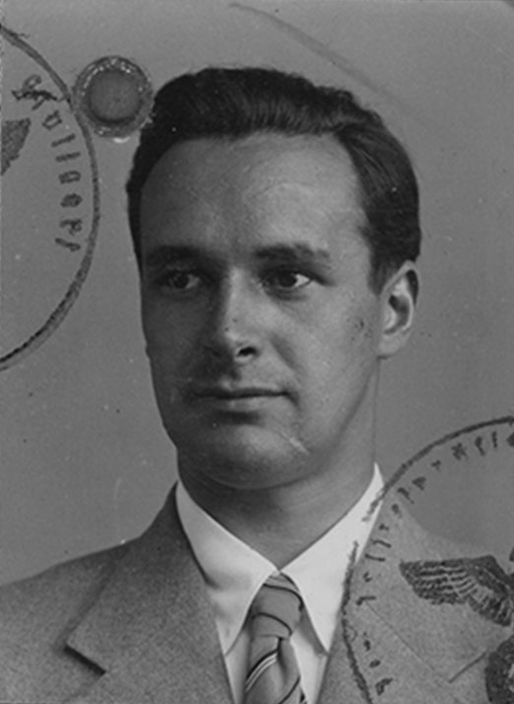
Photo de son passeport délivré en 1944

À l'été 1944, quelques semaines après le débarquement de Normandie, Griesinger part en vacances durant trois semaines au Liechtenstein. En effet, malgré la situation, les hauts fonctionnaires nazis continuent de pouvoir prendre des congés.

### Décès
Après la guerre, sa mère Wally Griesinger paye Madame Helmichova, une voisine tchèque, pour qu'elle aille à Prague se renseigner sur le destin de Griesinger. Helmichova revient à Stuttgart en 1946 avec un certificat de décès indiquant qu'il est mort d'une « maladie infectieuse » mais la famille rejette cette version officielle. Helmichova leur affirme donc avoir découvert ce qui était réellement arrivé grâce à des personnes rencontrées à Prague : des soldats tchèques ou russes l'ont tué dans un hôpital puis jeté dans une fosse commune. En avril 1946, sa mère est accusée d'avoir été nazie en raison de son engagement dans la NS-Frauenschaft,, cependant elle n'était pas membre du parti nazi.
Après la guerre, les familles allemandes eurent des stratégies afin de panser les blessures affectives de l'époque nazie. Parmi ces stratégies, il n'était pas rare de pointer l'individu de la famille qui aurait été le « vrai nazi » : cela semble être une des stratégies à l’œuvre dans la famille de Griesinger.

## Vie privée
Il se marie en février 1936 avec Gisela Nottebohm (née en 1912 à Hambourg et morte en 1995),. Afin d'être autorisé à se marier, Gisela et Robert ont été obligés de produire des arbres généalogiques pour montrer leur ascendance aryenne. En raison des origines américaines de son père, Griesinger a eu le plus grand mal à compléter son arbre généalogique et à fournir les documents demandés : il ne pouvait ni fournir le certificat de naissance de son père, ni le certificat de mariage de ses grands-parents. Cela montre que le processus de sélection SS n'est pas forcément aussi strict que la recherche le dit parfois,.
Il a deux filles : Jutta Mangold, née en janvier 1937, et Barbara Schlegel, née en décembre 1939. Par ailleurs, son épouse a un fils du nom de  Joachim Grosser issu de son premier mariage. Il aurait eu un enfant hors mariage et sa famille aurait payé la jeune femme.
Son frère Albert se marie avec Gertraut en 1938.
Un de ses lointains cousins, Marshall Honoré Jr, descendant de Catalina, a combattu au sein d'une unité afro-américaine de l'armée des États-Unis contre l'Allemagne nazie, il est envoyé en Europe à partir de 1943 et traverse le Rhin au printemps 1945.

## Archives
Les informations sur Griesinger sont limitées dans les archives en partie à cause de la destruction volontaire ou accidentelle de celles-ci à la fin de la guerre. Toutefois, en 2011, Daniel Lee est contacté par une famille d'origine tchèque habitant Amsterdam car ils ont retrouvé des papiers cachés dans leur fauteuil, sans doute en mai 1945 durant la libération de Prague. Ben Frommer (en) indique que son nom n'apparaît dans aucune liste des procès d'après-guerre. Il ne subsiste qu'un tiers des dossiers SS dont celui de Griesinger, ils sont conservés à la Bundesarchiv, les deux tiers restants ont été détruits par les bombardements alliés. On ne trouve aucune trace de lui dans les dossiers de la dénazification, conservés aux Staatsarchiv Ludwigsburg (de). D'après Roland Müller (de), conservateur aux Stadtarchiv Stuttgart (de), les archives SS de Stuttgart ont été détruites en avril 1945 sur ordre des dirigeants SS régionaux, comme cela fut le cas dans l'ensemble de l'Allemagne et des territoires occupés.